# Oorlogsmonument Laing's Nekstraat

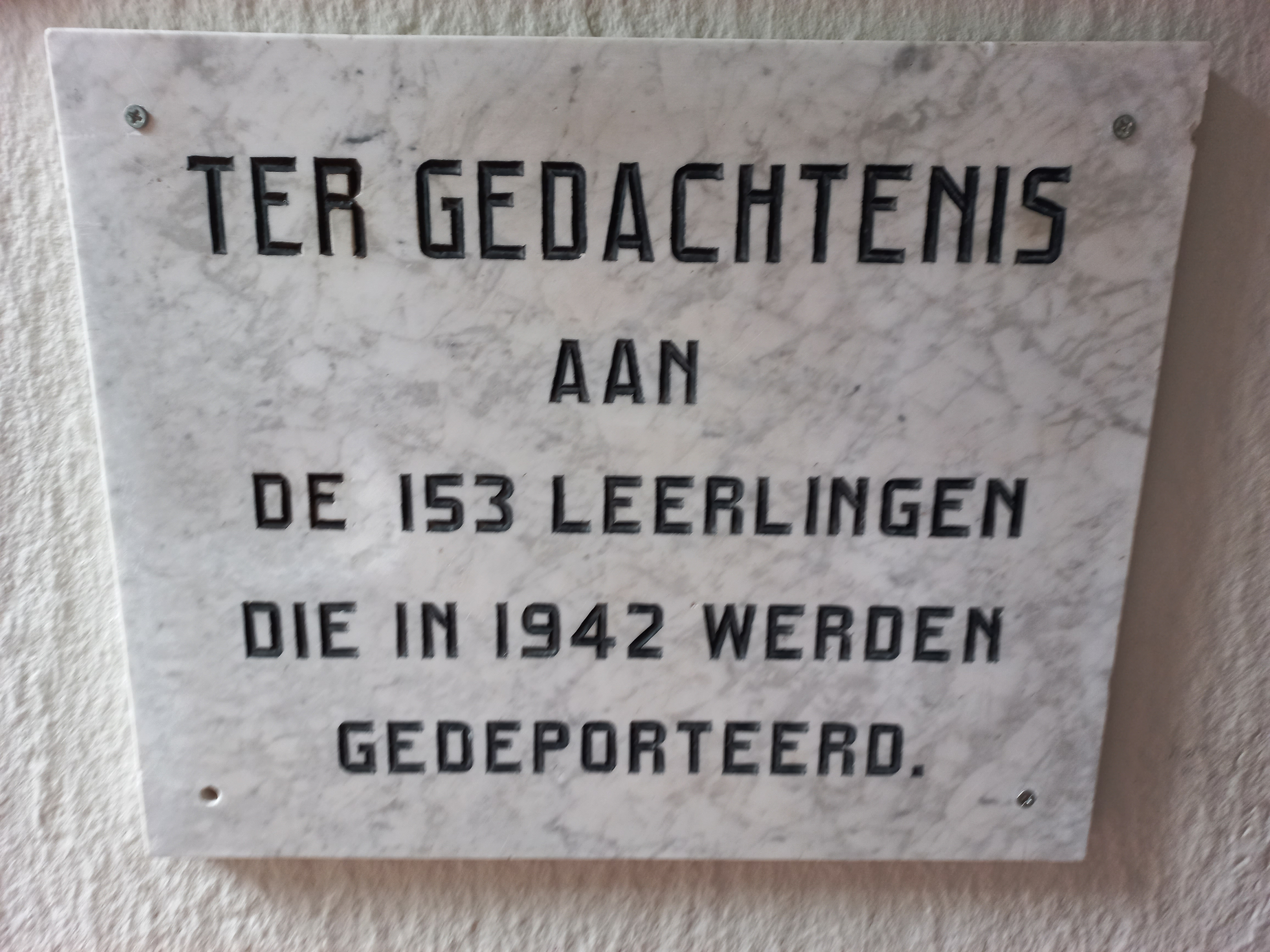
President Krugerschool (augustus 2024)

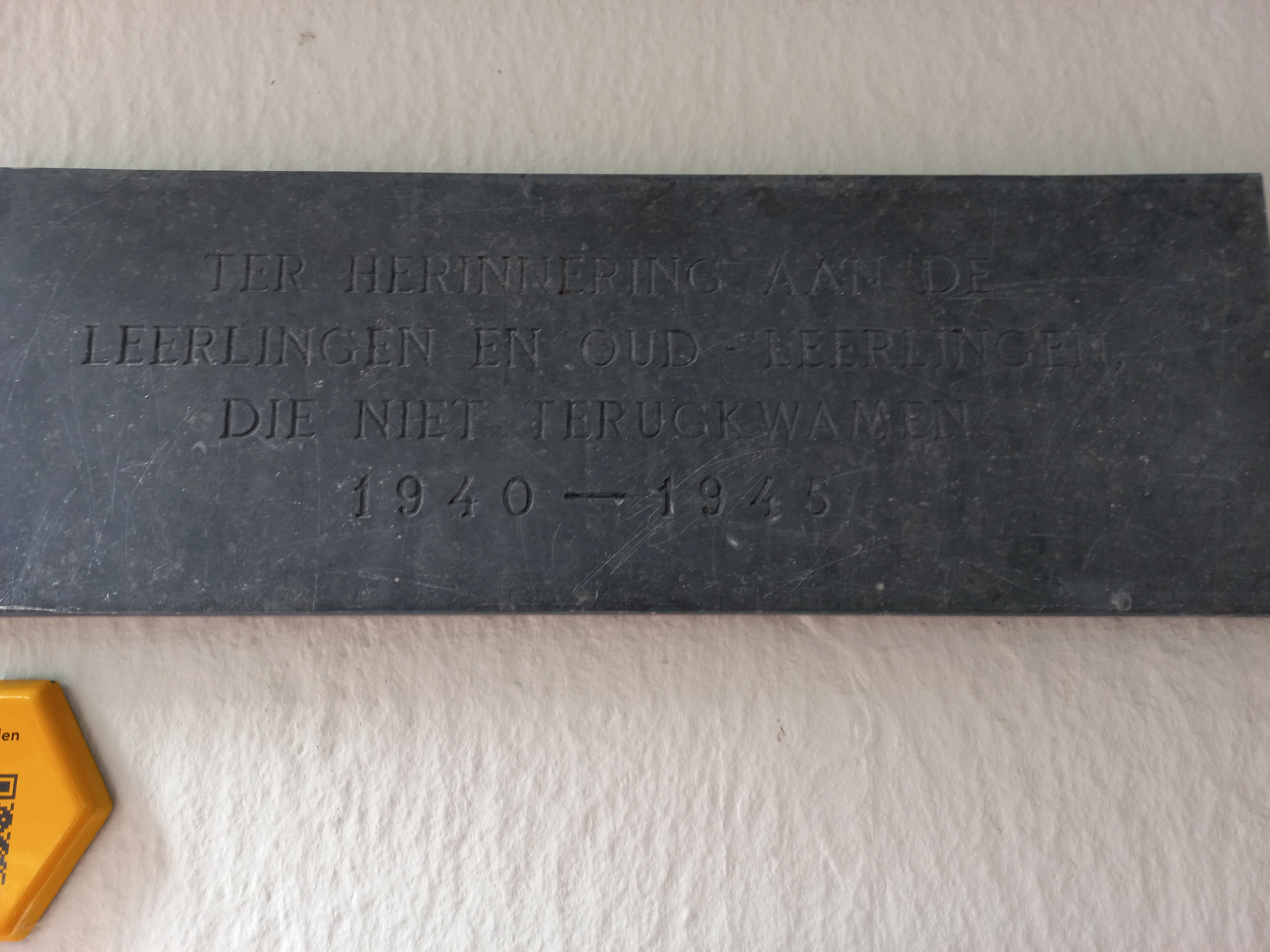
Oranje-Vrijstaatschool (augustus 2024)

Oorlogsmonument Laing's Nekstraat is een gedenkteken op een schoolterrein aan de Laing's Nekstraat in Amsterdam-Oost.
Het genoemde schoolterrein ligt binnen een woonblok aan de straten Laing’s Nekstraat, Transvaalstraat, Smitstraat en Pretoriusstraat. De ingang is gelegen aan de Laing's Nekstraat tussen de huisnummers 48 en 50; de school heeft zelf nummer 44.
Tijdens de Tweede Wereldoorlog was de President Krugerschool gevestigd aan Laing’s Nekstraat 46 (oude huisnummer). Op 13 augustus 1947 stond men aan die school stil bij de tijdens die oorlog weggevoerde Joodse leerlingen. Er kwam een plaquette van marmer, die onthuld werd door wethouder Albert de Roos, Rolien Numan declameerde.  De tekst van de plaquette luidt
Ter nagedachtenis aan de 153 leerlingen die in 1942 werden gedeporteerd
De Oranje-Vrijstaatschool was op hetzelfde terrein gevestigd, maar dan met een ingang aan de Smitstraat. Hier kwam op 25 september 1948 een andere plaquette (de wethouder moest toen verstek laten gaan). De tekst luidt: 
Ter herinnering aan de leerlingen en oud leerlingen die niet terugkwamen 1940-1945
De namen van beide scholen verdwenen in de navolgende jaren door fusies uit het straatbeeld. Op het terrein bleef het onderwijs; de scholen kregen steeds andere namen, in 2025 staat er de Nelson Mandelaschool. Navrant detail is nog dat de Laing’s Nekstraat vernoemd is naar de Slag bij Laingsnek tijdens de Eerste Boerenoorlog.